# 日下まろん
日下 まろん（くさか まろん、1964年12月18日 - ）は、1980年代にキャニオンレコードに所属していた女性歌手である。
アニメ「トム・ソーヤーの冒険」「ワンワン三銃士」の主題歌および挿入歌を歌った。
「ワンワン三銃士」の主題歌を歌うがそれを最後に引退。

## 代表曲
- 『誰よりも遠くへ』(トム・ソーヤーの冒険 オープニングテーマ)
- 『ぼくのミシシッピー』(トム・ソーヤーの冒険 エンディングテーマ)
- 『ワンワン三銃士』(ワンワン三銃士 オープニングテーマ)
- 『そういうお主は?』(ワンワン三銃士 エンディングテーマ)

## その他
松本正司 『20世紀テレビ読本 世界名作劇場大全』によると、「トム・ソーヤーの冒険」の主題歌を歌っていた当時、小学六年生であったとされているが、一方雑誌『ジ・アニメ』1980年8月号のインタビュー記事では、「誕生日は12月18日、今年の四月に高校生になりました」と述べている。